# Canton d'Uri
Pour les articles homonymes, voir Uri.
Le canton d'Uri (UR, en allemand : Kanton Uri) est l'un des 26 cantons de la Suisse, membre fondateur de la Confédération. Son chef-lieu est Altdorf.

## Toponymie
Le nom du canton d'Uri proviendrait peut-être du celtique ure, signifiant « taureau », ou du vieux allemand « aurochs ». En tout état de cause, les armoiries traditionnelles du canton portent une tête de taureau.
Les habitants du canton sont appelés Uranais et Uranaises, c'est pourquoi les montagnes dans ce canton et aux alentours sont appelées les Alpes uranaises.

## Géographie

### Généralités

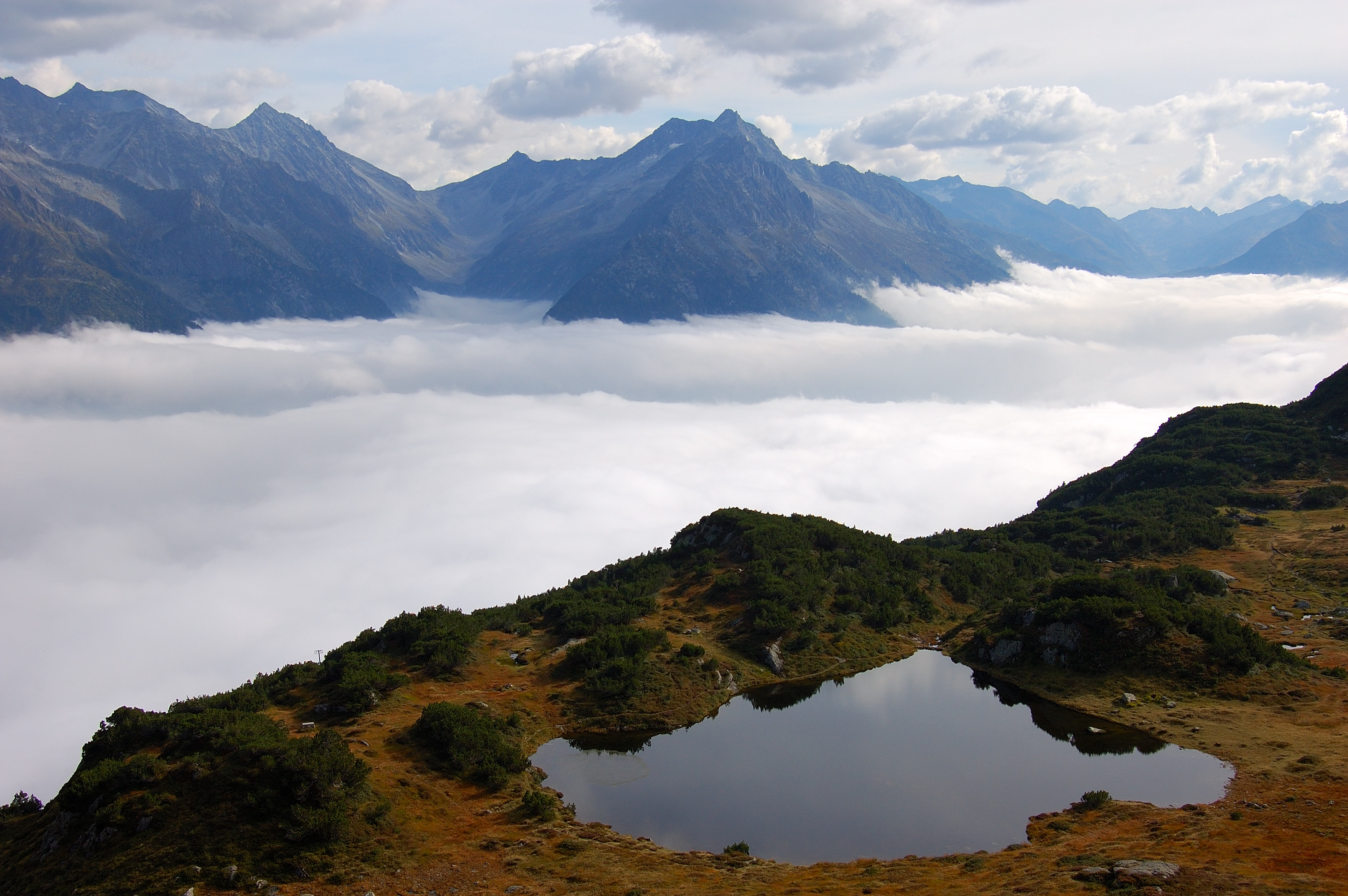
Lac près du sommet du Sunnig Grat.

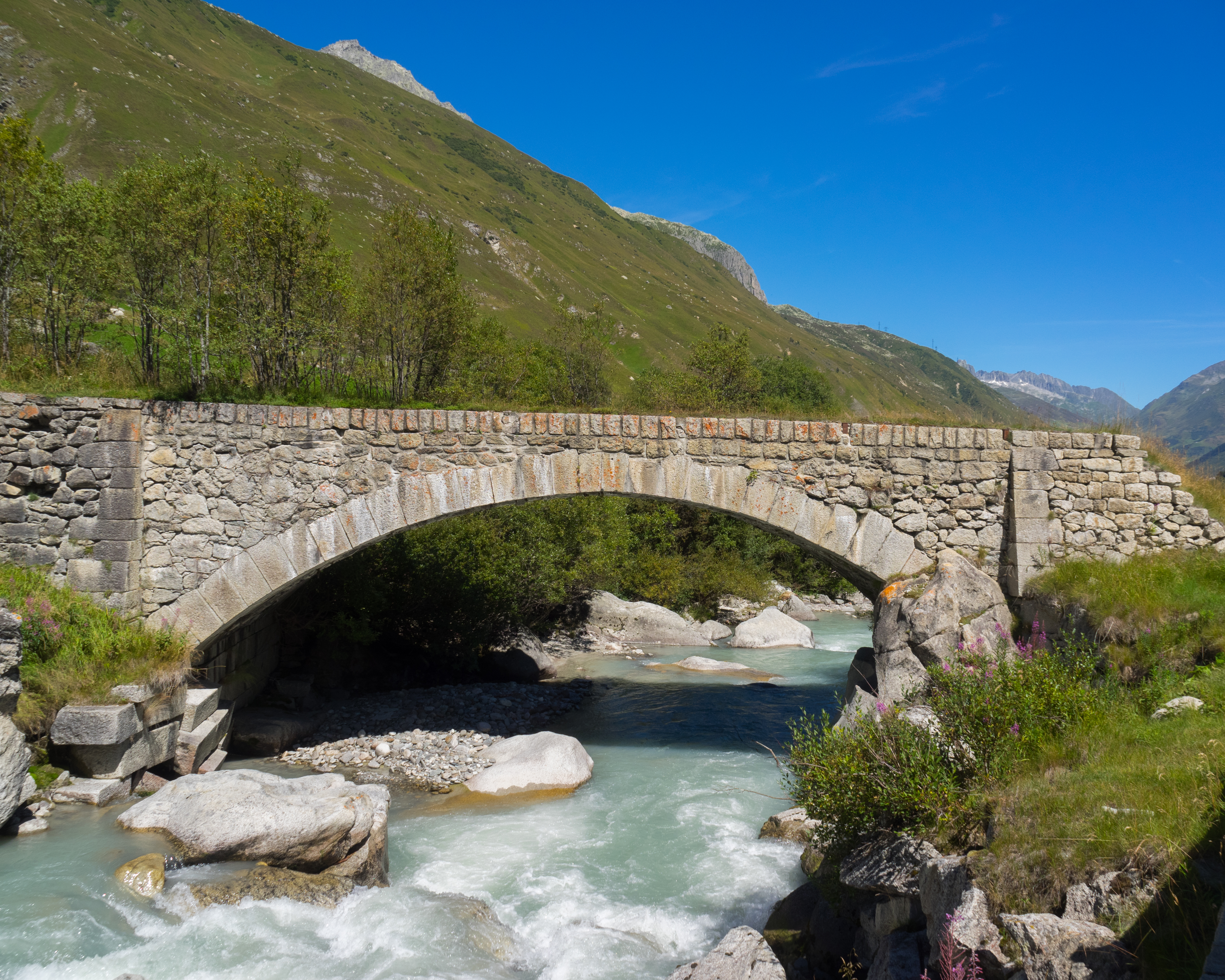
Rivière Furkareuss, pont de pierre à Realp, commune d'Uri voisine du Tessin.

Le canton d'Uri est situé en Suisse centrale, entre le lac des Quatre-Cantons et le massif du Saint-Gothard, sur la partie nord des Alpes suisses. Il borde les cantons des Grisons au sud-est, du Tessin au sud, du Valais au sud-ouest, d'Obwald, de Nidwald et de Berne à l'ouest, de Glaris au nord-est et de Schwytz au nord.
Uri est un canton montagneux dont moins de la moitié du territoire est arable. Les forêts couvrent une partie significative du canton et les glaciers forment 20 % des terres non-arables. Les massifs des Alpes glaronaises et des Alpes lépontines sont partiellement situés dans le canton d'Uri. Le bassin principal du canton est celui de la Reuss et de ses affluents. La vallée de la Reuss héberge d'ailleurs la majorité de la population.
Uri culmine au Dammastock, à 3 630 m d'altitude, et son point le plus bas se trouve au bord du lac des Quatre-Cantons, à 434 m d'altitude. Avec 1 076,57 km2, Uri est le onzième canton de Suisse par sa superficie.

### Transports
L'un des deux points d'accès au col du Saint-Gothard se trouve dans le canton d'Uri, si bien que la question des transports est importante pour la région depuis plusieurs siècles. Le tunnel ferroviaire du Saint-Gothard a été ouvert à la circulation en 1882 et son homologue routier en 1980, à peine moins d'un siècle plus tard. Dans le cadre des Nouvelles lignes ferroviaires à travers les Alpes (NLFA), un nouveau tunnel ferroviaire destiné aux trains à grande vitesse a été mis en service en 2016. D'une longueur de 57 kilomètres, c'est actuellement le plus long tunnel ferroviaire au monde.

### Climat
| Données                         | Station           | jan.  | fév.  | mars | avril | mai  | juin | jui. | août | sep. | oct. | nov. | déc. | année |
| ------------------------------- | ----------------- | ----- | ----- | ---- | ----- | ---- | ---- | ---- | ---- | ---- | ---- | ---- | ---- | ----- |
| Températures moyennes max. (°C) | Altdorf           | 4,3   | 5,7   | 10,5 | 14,6  | 19,5 | 22   | 24,2 | 23,4 | 19,4 | 14,9 | 8,8  | 5,3  | 14,4  |
| Températures moyennes max. (°C) | Andermatt         | −5,1  | −4,6  | −1,5 | 2,2   | 7,1  | 10,1 | 12,3 | 12   | 8,8  | 5,3  | −0,7 | −4,1 | 3,5   |
| Températures moyennes max. (°C) | Gütsch, Andermatt | −3,2  | −3,8  | −2,3 | 0     | 4,9  | 9,6  | 12,7 | 12,7 | 9,4  | 6    | 0,1  | −2,3 | 3,7   |
| Températures moyennes min. (°C) | Altdorf           | −2,3  | −1,8  | 0,9  | 3,9   | 8,5  | 11,6 | 13,7 | 13,3 | 10   | 6,4  | 1,6  | −1,3 | 5,4   |
| Températures moyennes min. (°C) | Andermatt         | −10,6 | −10,5 | −6,8 | −3,1  | 1,3  | 3,9  | 6,2  | 6    | 2,9  | −0,3 | −5,6 | −9,2 | −2,2  |
| Températures moyennes min. (°C) | Gütsch, Andermatt | −8,7  | −9,2  | −7,6 | −4,9  | −0,5 | 2,7  | 5,3  | 5,4  | 2,5  | −0,4 | −5,3 | −7,7 | −2,4  |
| Précipitations (mm)             | Altdorf           | 68    | 65    | 77   | 84    | 113  | 132  | 145  | 148  | 109  | 77   | 86   | 79   | 1 186 |
| Précipitations (mm)             | Andermatt         | 121   | 115   | 122  | 125   | 146  | 132  | 126  | 132  | 148  | 124  | 144  | 116  | 1 552 |
| Précipitations (mm)             | Gütsch, Andermatt | 137   | 118   | 126  | 120   | 132  | 120  | 120  | 132  | 118  | 95   | 118  | 117  | 1 453 |
| Ensoleillement (heures)         | Altdorf           | 44    | 75    | 116  | 132   | 149  | 152  | 169  | 153  | 132  | 106  | 56   | 34   | 1 319 |
| Ensoleillement (heures)         | Andermatt         | −     | −     | −    | −     | −    | −    | −    | −    | −    | −    | −    | −    | −     |
| Ensoleillement (heures)         | Gütsch, Andermatt | 125   | 129   | 149  | 137   | 155  | 179  | 216  | 203  | 170  | 148  | 108  | 110  | 1 829 |
| Source : MétéoSuisse.           |                   |       |       |      |       |      |      |      |      |      |      |      |      |       |

## Histoire

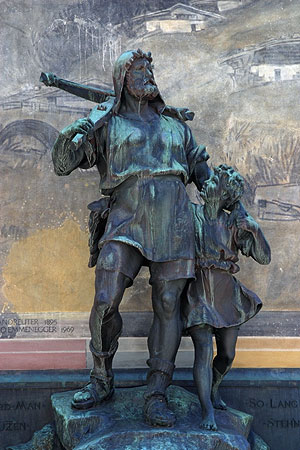
Mémorial à Guillaume Tell à Altdorf.

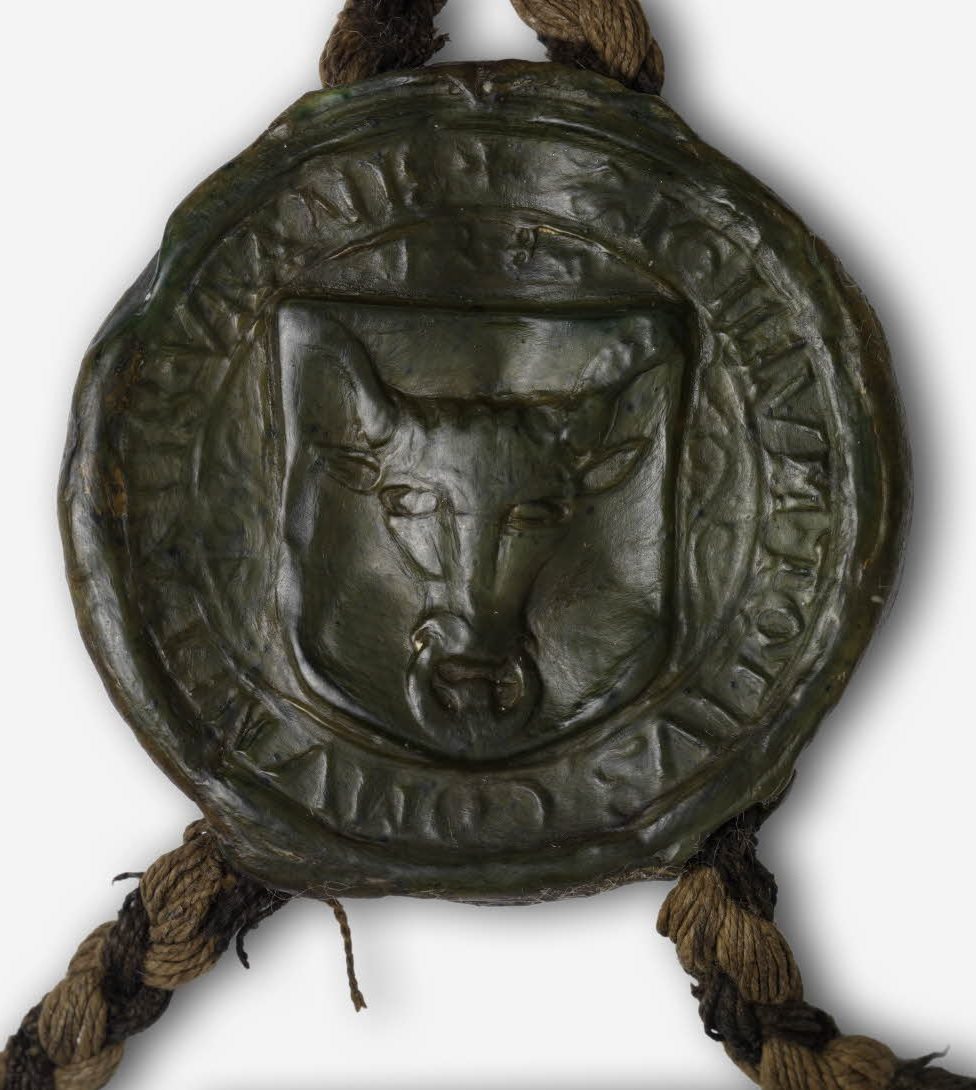
Sceau du canton d'Uri. Sceau extrait du traité de Fribourg signé en 1516 J//724/2.

Uri est mentionné pour la première fois en 732 comme possession de l'abbé de Reichenau. En 853, la région est donnée au couvent de Zurich par Louis II de Germanie.
En 1231, la région obtient un statut d'immédiateté impériale de la part du roi Henri VII, fils de l'empereur Frédéric II. Ce privilège la place directement sous l'autorité de l'empereur, lui évitant de dépendre de la famille des Habsbourg (le comte Rodolphe IV), rivale des Hohenstaufen. En 1243, la communauté d'Uri possède un sceau commun. En 1274, ce privilège est reconnu par l'empereur Rodolphe Ier. En août 1291, Uri signe le pacte fédéral avec les cantons de Schwytz et de Nidwald, jetant les bases de la Confédération des III cantons, première étape de formation de la Suisse.
Au cours du siècle suivant, Uri cherche à s'étendre vers le sud. Le canton participe à la victoire contre les Autrichiens à Sempach en 1386. Il annexe la vallée d'Urseren en 1410.
Au XVIe siècle, la région résiste à la Réforme et reste catholique.
Pendant la République helvétique, entre 1798 et 1803, Uri est intégré au canton de Waldstätten, mais retrouve son indépendance après l'acte de médiation. Toutes les tentatives de réforme religieuse ou constitutionnelle sont combattues. Pour cette raison, Uri rejoint en 1815 la ligue de Sarnen. En 1845, le canton est l'un des membres du Sonderbund, une ligue catholique séparatiste, défaite par la Confédération suisse en 1847.

## Politique et administration

Logo du canton.

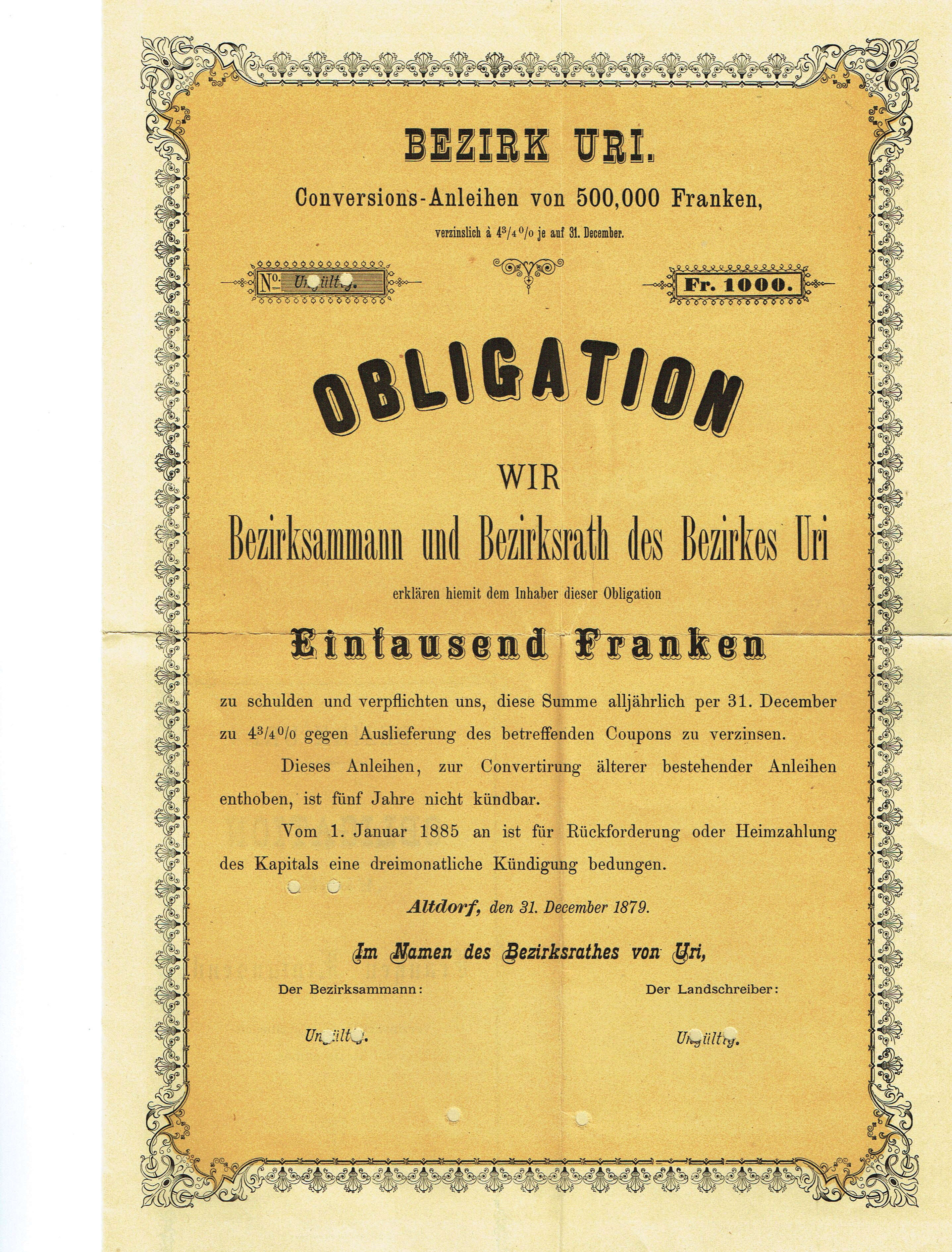
Obligation du Canton d'Uri en date du 31 decembre 1879.

### Généralités
La première constitution d'Uri date de 1888, révisée en 1929 lors de l'abolition de la Landsgemeinde, assemblée populaire publique. Le canton comprend 20 territoires auto-administrés. Sa capitale est Altdorf. La constitution actuelle date de 1984.

### Représentation fédérale
Uri possède deux représentants au Conseil des États et, du fait de sa faible population, un seul député au Conseil national.

### Pouvoir législatif
Le Landrat est le détenteur du pouvoir législatif du canton d'Uri. Il possède 64 membres, élus pour quatre ans. Les communes possédant au moins trois sièges les élisent à la proportionnelle ; les communes moins peuplées les déterminent au scrutin majoritaire. En général, les sessions du Landrat durent deux jours et se produisent jusqu'à six fois par an. Elles sont publiques.
Les modifications des lois et de la constitution se font nécessairement par votation populaire. Les décisions du Landrat peuvent être dénoncées par au moins 300 électeurs, les soumettant alors à un référendum. L'adoption, modification ou abolition de lois, décisions ou de parties de la constitution peuvent également être initiées par l'initiative populaire de 300 électeurs, conduisant là encore à une votation populaire. Il est également possible de renvoyer un officiel de cette façon.
Le tableau suivant donne la composition du Landrat pour les années 2000, 2004, 2008 et 2012 :
| Parti       | 2012 | 2008 | 2004 | 2000 |
| ----------- | ---- | ---- | ---- | ---- |
| PDC         | 23   | 24   | 29   | 30   |
| UDC         | 14   | 18   | 9    | 4    |
| PRD         | 16   | 12   | 16   | 20   |
| PS et verts | 11   | 10   | 10   | 10   |

### Pouvoir exécutif
Le pouvoir exécutif est détenu par les sept membres du Conseil d'État, élus directement par les électeurs du canton pour quatre ans. Le Conseil est présidé par le Landaman ; lui et son suppléant, le Landesstatthalter, sont élus pour deux ans.

### Pouvoir judiciaire
Le canton d'Uri possède deux districts judiciaires : Uri et Ursern. La cour d'Uri possède 10 membres et siège à Altdorf, celle d'Ursern possède 7 membres et siège à Andermatt. Altdorf héberge également la haute cour cantonale, composée de 13 membres. Les juges du canton sont directement élus par le peuple.

### Communes

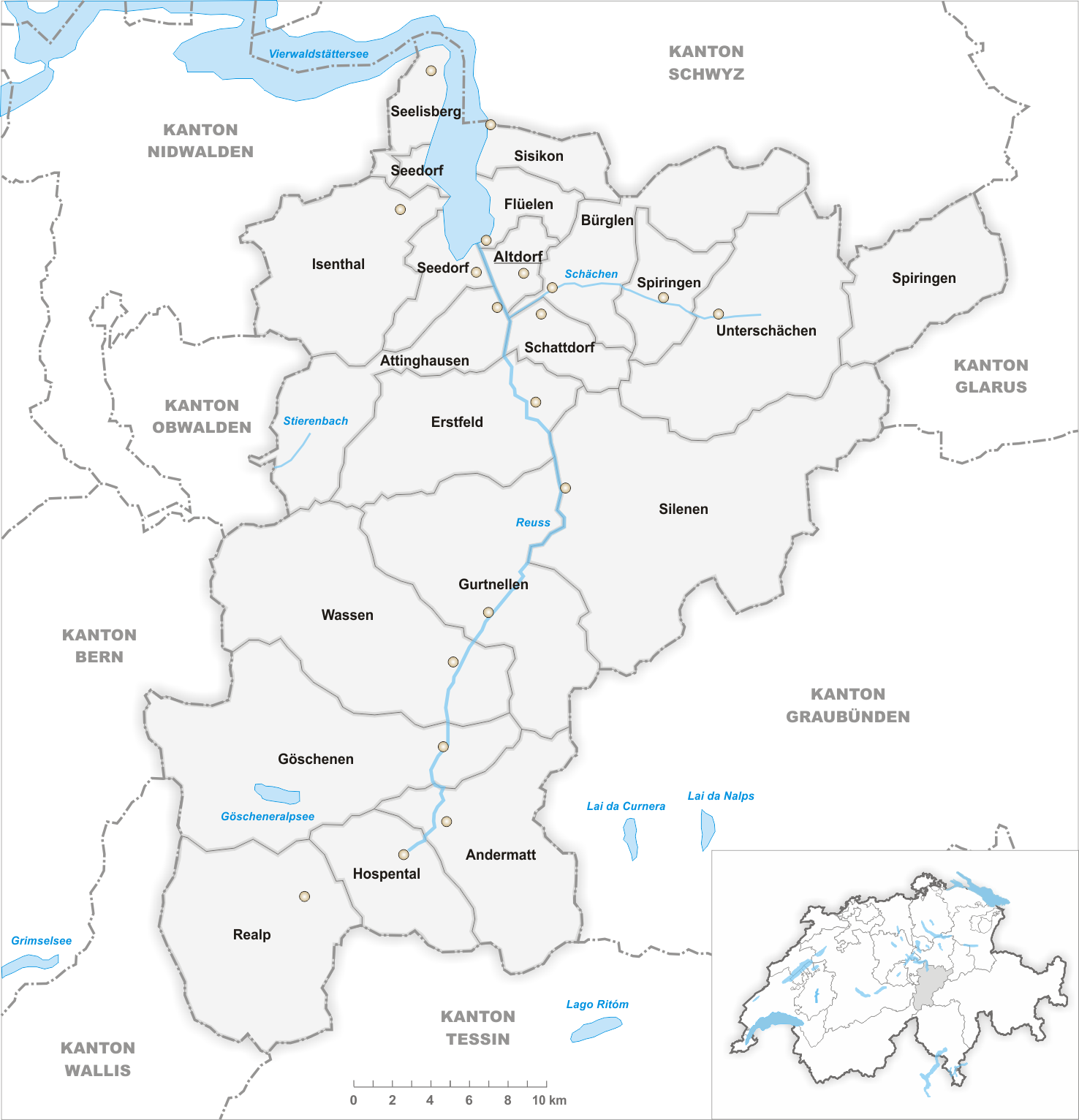
Communes du canton d'Uri (2021).

Le canton d'Uri est composé de 19 communes dont Altdorf qui est la seule à s'approcher du seuil statistique de 10 000 habitants définissant le statut de ville, mais ne compte pas de district.

## Population et société

### Démographie
Au 31 décembre 2023, le canton d'Uri compte 37 931 habitants, soit 0,4 % de la population totale de la Suisse. Seul le canton d'Appenzell Rhodes-Intérieures est moins peuplé. La densité de population atteint 35 hab/km2. Du fait de la topographie du canton, les trois quarts de la population sont concentrés dans la vallée de la Reuss.
Selon Johann Georg Altmann, les habitants du canton d'Uri, et particulièrement ceux de la vallée d'Urseren, se disaient être les descendants des Ostrogoths qui furent contraints de quitter l'Italie dans les années 550, lorsque leur royaume fut définitivement détruit par le général byzantin Narsès.
Pour des raisons techniques, il est temporairement impossible d'afficher le graphique qui aurait dû être présenté ici.

### Religion
85 % de la population revendique l'appartenance au catholicisme romain, 6 % au protestantisme.

## Culture locale

### Emblèmes
| Blason | Blasonnement : D’or au rencontre de taureau de sable, bouclé et lampassé de gueules, |

### Langue
La langue officielle du canton est l'allemand. 93,5 % de la population le parle comme langue principale. Le dialecte parlé dans le canton d'Uri appartient à l'alémanique supérieur[réf. nécessaire].

### Traditions rurales
Le canton possède un savoir-faire  particulier pour les clôtures en bois. Attestée depuis au moins 150 ans, cette technique locale consiste à confectionner des poteaux où sont pratiqués des percements carrés afin de pouvoir  y glisser de grands barreaux horizontaux amovibles. Ils font l'objet de restauration grâce à l'action de Pro Natura.